# Mepleres watti
Mepleres watti är en insektsart som först beskrevs av Courtenay N. Smithers 1973.  Mepleres watti ingår i släktet Mepleres och familjen Pseudocaeciliidae. Inga underarter finns listade i Catalogue of Life.

## Bildgalleri

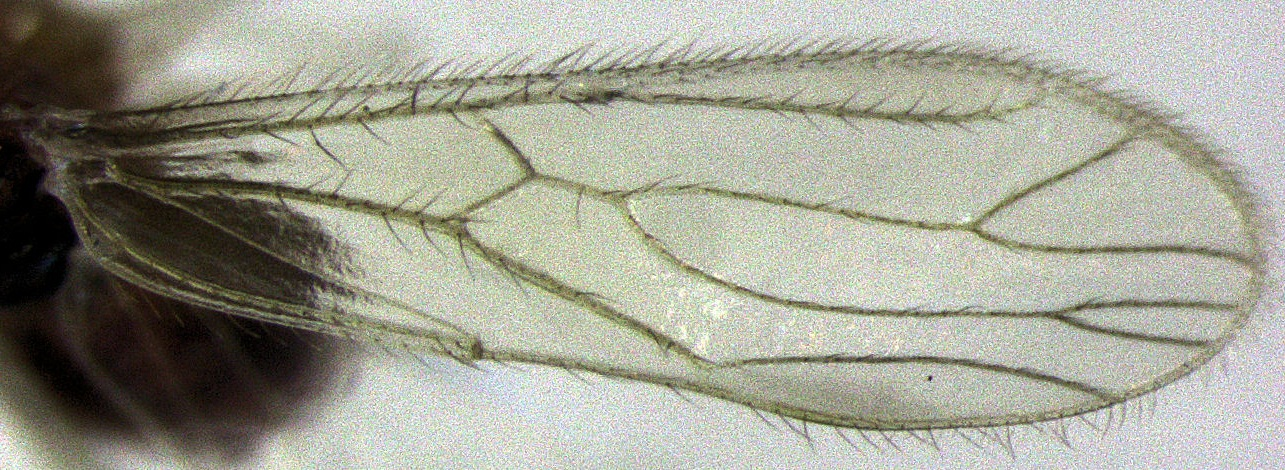
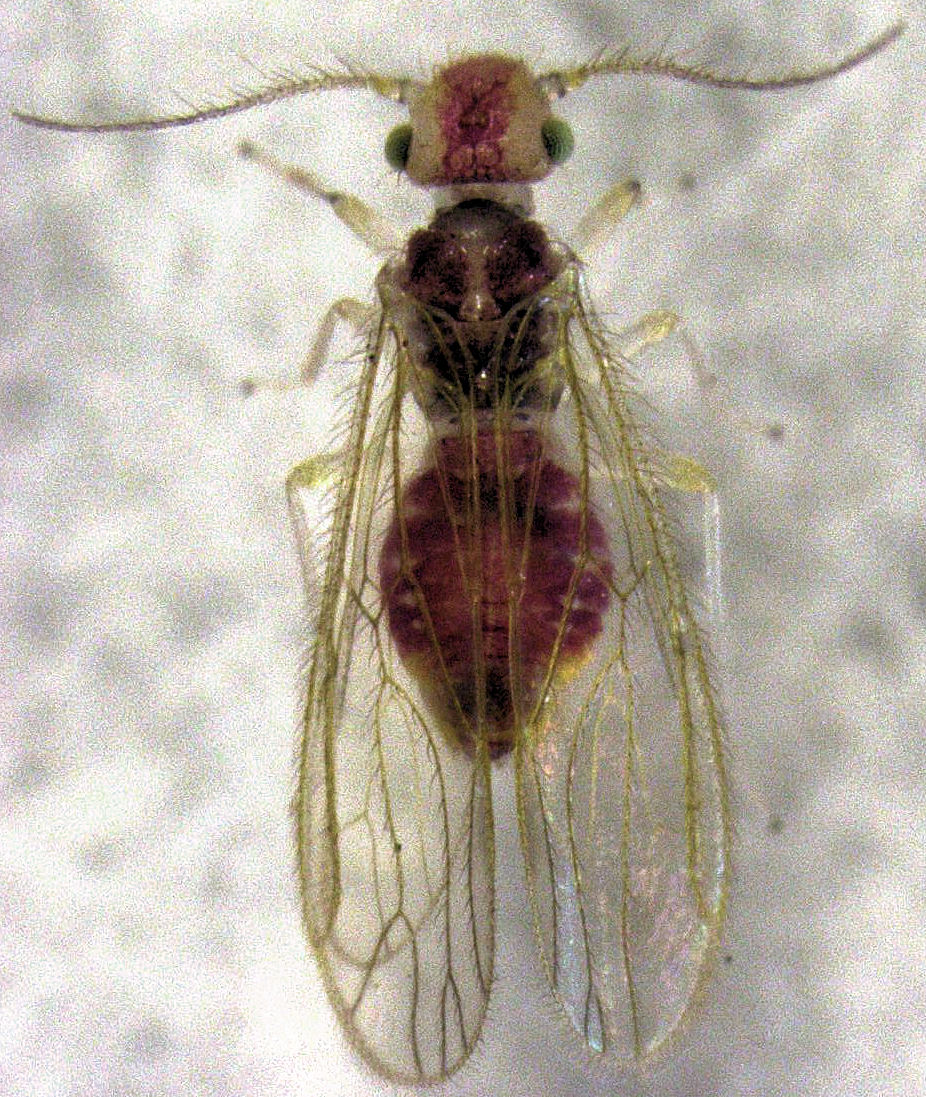
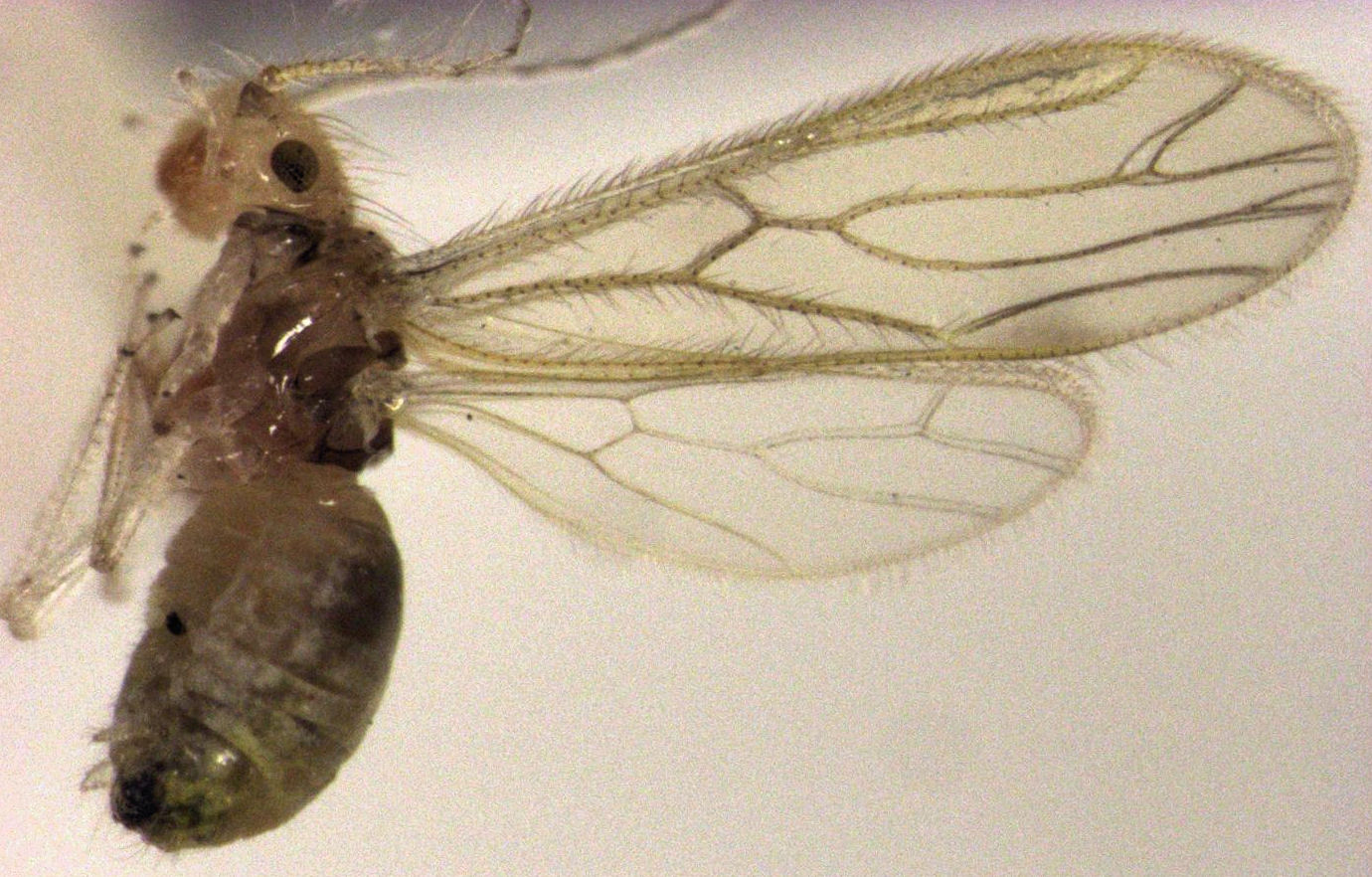